# ジェラード・ストリート (トロント)

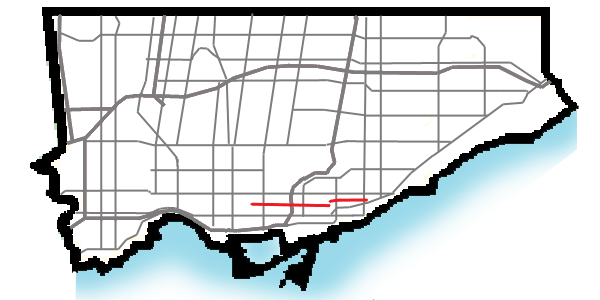
トロントにおけるジェラード・ストリートの位置。

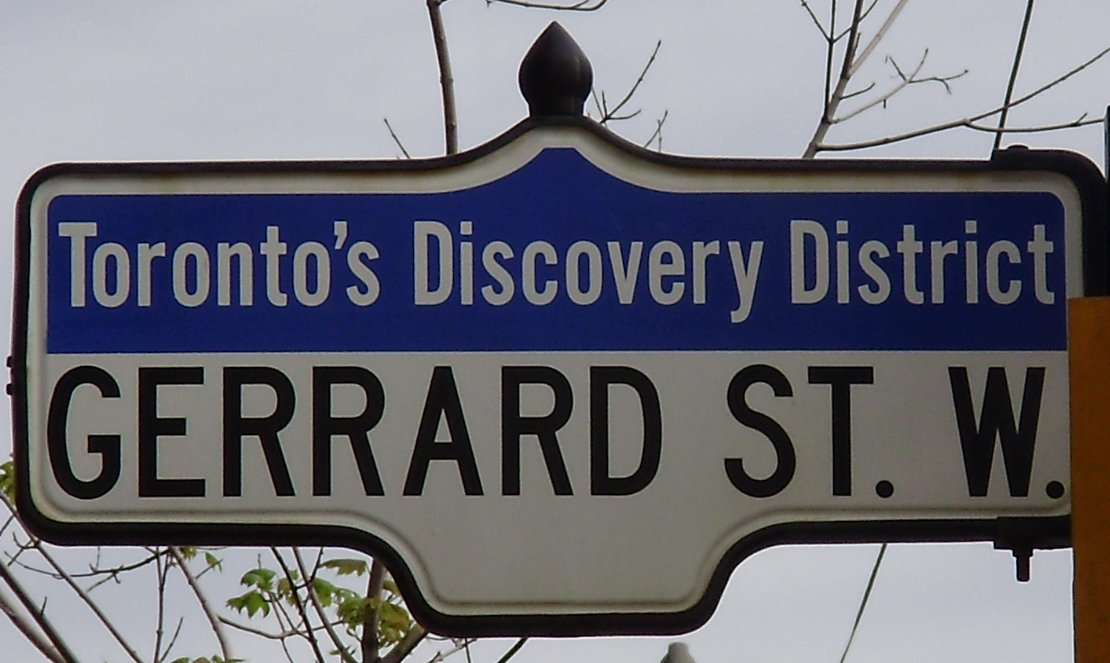
ディスカバリー・ディストリクトにある街路名の標識。

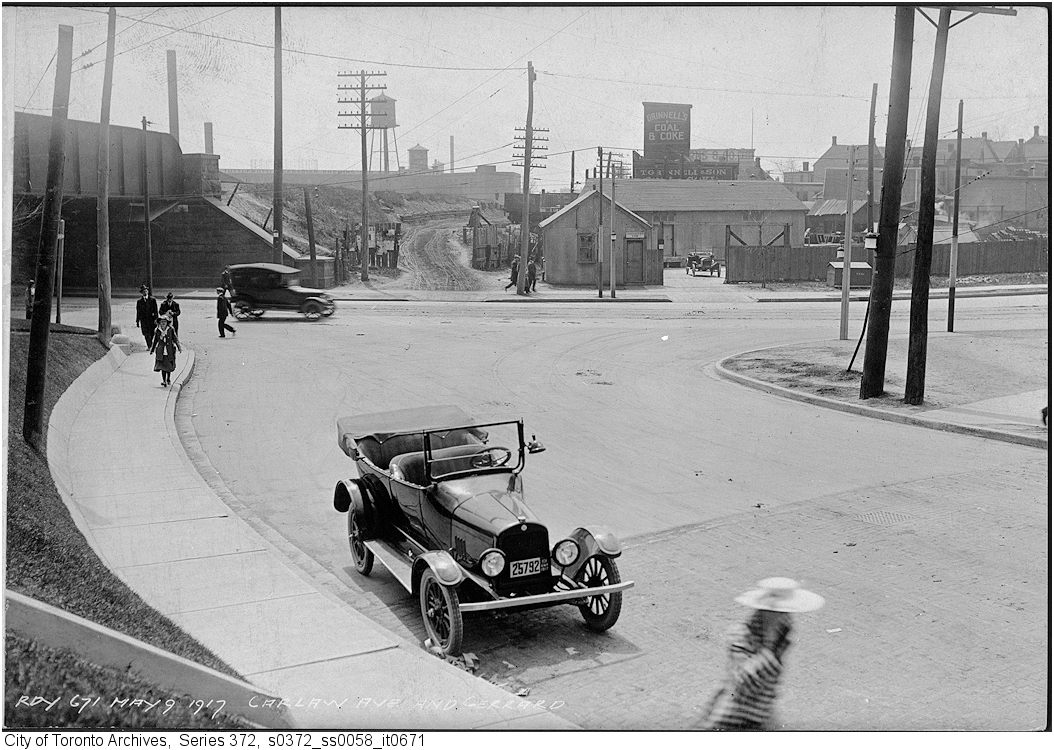
カーロー・アベニュー (Carlaw Avenue) から南向きに見たジェラード・ストリート、1917年5月9日撮影。ジェラード・ストリーは画面の左右を貫いており、左手にはカナディアン・ナショナル鉄道の跨道橋が見える。

ジェラード・ストリート (Gerrard Street) は、カナダ・オンタリオ州トロントの街路。この街路は2つの部分に分かれている。古くからそれぞれロワー・ジェラード (Lower Gerrard) とアッパー・ジェラード (Upper Gerrard) と称されており、前者は、ユニバーシティ・アベニューとコックスウェル・アベニュー (Coxwell Avenue) の間、6kmにわたってオールド・トロントを横切っている。後者は、コックスウェル・アベニュー上の、ロワー・ジェラードの東端から北 300mの地点に発し、スカーバロー地区にある、クロンモア・ドライブ (Clonmore Drive) のビクトリア・パーク・アベニューとウォーデン・アベニューの間に位置する地点まで、 4kmにわたって延びている。
ジェラード・ストリートは、ディスカバリー・ディストリクト、イースト・チャイナタウン、ジェラード・インディア・バザールなど、トロントの中でも重要な地区を通っている。

## 街路名の由来
ジェラード・ストリートという街路名は、アイルランド出身の実業家サミュエル・ジェラード (Samuel Gerrard、1767年 - 1857年）にちなんだものである。

## ジェラード・ビレッジ
ジェラード・ストリート・ウェストのベイ・ストリートとラプランテ・アベニューの間の短い区間は、ジェラード・ビレッジ (Gerrard Village) と称され、19世紀後半から1920年代にかけて、グリニッジ・ヴィレッジのようなボヘミアンな地区として知られ、1960年代末頃までその名残があった。当時の建物で残されているものもいくつかあるが、住民や事業所は、もはや過去とは結びついていない。
ここに住んだり、縁があった者たちの中には、有名な著作家や芸術家もいた。
- ピエール・バートン (Pierre Berton) - カナダの歴史家、著作家。
- アーネスト・ヘミングウェイ - アメリカ合衆国の小説家、記者：1919年から1920年にかけてトロント在住時にここに住んだ。
- ローレン・ハリス (Lawren Harris) - カナダの画家、グループ・オブ・セブンのひとり。
- アルバート・フランク (Albert Franck) - オランダ生まれのカナダの画家。